# Lucky (singel Jasona Mraza & Colbie Caillat)
Lucky – trzeci singel Jasona Mraza z albumu We Sing. We Dance. We Steal Things., napisany wspólnie i zaśpiewany z Colbie Caillat, wydany w styczniu 2009 roku przez firmę Atlantic.

## Twórcy
- Jason Mraz
- Colbie Caillat
- Timothy Fagan

## Listy przebojów
| Lista przebojów (2008/2009)            | Najwyższa pozycja |
| -------------------------------------- | ----------------- |
| Liga Hitów Radia ZET                   | 1                 |
| Canadian Hot 100                       | 56                |
| Dutch Top 40                           | 8                 |
| Swiss Singles Chart                    | 34                |
| U.S. Billboard Hot 100                 | 48                |
| U.S. Billboard Pop 100                 | 48                |
| U.S. Billboard Hot Adult Top 40 Tracks | 9                 |
| Portuguese Singles Top 50 Chart        | 1                 |